# Кассини, Цезарь Франсуа
Цезарь Франсуа Кассини (фр. César-François Cassini de Thury; 17 июня 1714 — 4 сентября 1784) — французский астроном и геодезист.
Член Французской академии наук (1735, adjoint astronome surnuméraire), Лондонского королевского общества (1751).

## Биография
Астроном в третьем поколении, сменил своего отца, Жака Кассини, на посту директора Парижской обсерватории, но особых успехов как астроном не достиг. В 1745 году описал разновидность картографической проекции, названную в его честь «проекция Кассини».
Делом жизни Кассини стало составление первой полной топографической карты Франции, которая была завершена его сыном Жаном-Домиником Кассини IV, напечатана Французской Академией наук в 1744—1793 годах и известна как карта Кассини.